# Nana Ama McBrown
Nana Ama McBrown, de son vrai nom Felicity Ama Agyemang, est née le 15 août 1973. Elle est une actrice ghanéenne, animatrice d'émission de télévision et compositrice de musique. Elle est devenue célèbre grâce à son rôle dans une série télévisée intitulée Tentacles avant de connaître un succès grand public après son rôle dans les films en langue twi «Asoreba» et «Kumasi Yonko».

## Biographie

### Origines et éducation
Nana Ama McBrown est née Felicity Ama Agyemang à Kumasi au Ghana, le 15 août 1973. Sa mère, Cecilia Agyenim Boateng vivant en Allemagne, et son père Kwabena Nkrumah, divorcent lorsque Nana est jeune. Son père disparaît après le divorce et sa mère se trouve incapable de prendre soin d'elle et de ses six autres frères et sœurs. Elle et, ses frères et sœurs, se retrouvent donc adopter par Kofi McBrown et leur tante, Madame Betty Obiri Yeboah.
En plus de ses six frères et sœurs, Nana grandit à Kwadaso-Kumasi, avec sa tante et son père adoptif. Nana décrit sa tante comme une «vraie mère» et exprime sa gratitude envers elle pour lui avoir fourni un foyer stable et attentionné.
Elle fréquente le pensionnat international St. Peter, puis le Minnesota International, puis le Central International. Elle continue à Kwadaso LAJSS, mais finit par abandonner et ne se présente pas aux examens du certificat d'éducation de base. Nana fréquente ensuite le College of Business où elle obtient un certificat de secrétariat.

### Carrières
Nana commence sa carrière d'actrice après sa réponse à un appel à une audition à la radio par Miracle Films. Elle est embauchée pour s'occuper des costumes, mais sur le plateau, on lui confie le rôle principal après que le réalisateur, Samuel Nyamekye, estime qu'elle est plus adaptée pour le rôle. En 2001, son premier film, That Day, sort, lançant sa carrière. Sa performance dans That Day lui permet de décrocher une place dans la série télévisée Tentacles.
En 2007, elle apparaît dans le film «Asoreba», avec Agya Koo et Mercy Aseidu. Elle joue ensuite un certain nombre de rôles dans de nombreux films. Elle devient l'ambassadrice de la marque Royal Drinks et celle de la marque de lessive en poudre So Klin. En mars 2021, elle est nommée ambassadrice du COVID-19 National Trust Fund. Elle est également désignée ambassadrice de la marque pour les biscuits McBerry et de plusieurs autres marques, dont Hisense et Tasty Tom.
Elle devient par la suite animatrice de l'émission de cuisine télévisée McBrown Kitchen et d'un talk-show de divertissement United Showbiz sur UTV jusqu'en mars 2023,,, date à laquelle elle rejoint Media General,,. Elle est actuellement animatrice d'une émission de télévision sur Onua TV pour le programme intitulé Onua Showtime,,,.

### Vie privée
Nana est liée à Omar Sheriff Captan, sa co-star dans un certain nombre de films, bien que tous deux aient nié avoir une relation amoureuse. En 2004, elle sort brièvement avec Okyeame Kwame, un musicien ghanéen. Au cours de l'année, le couple est vu voyageant ensemble dans tout le Ghana pour promouvoir la sortie solo de Kwame.
Le 15 juillet 2007, Nana est intronisée «Nkosuohemaa» (ou reine-mère cérémonielle du développement) d'Assin-Basiako près d'Assin-Fosu dans le district d'Assin Nord de la région centrale au Ghana.
En 2013, elle est impliquée dans un accident de voiture mettant sa vie en danger sur l'autoroute N1 à Accra. L'accident lui laisse une main fracturée qui la contraint à subir une intervention chirurgicale.
En 2016, elle épouse son petit ami de longue date, Maxwell Mawu Mensah et donne naissance en février 2019, à une fille au Canada,,,. Elle subit une autre intervention chirurgicale en 2021 en Allemagne pour une correction.

## Filmographie sélective
- Asantewaa: Battle for the Golden Stool (2022) - Asantewaa
- Coming to Africa (2020) - Akosua
- Vagabonds (2019) - Madame Gifty
- SideChic Gang (2018) - Pokua
- John and John (2017)
- Happily Never After (2016)
- I Do (2015) - Anita
- Abro Nnye (2014) - Julie
- Medo Hemaa (2013) - Linda
- Agya Koo trotro Driver (2012)
- Beware (2011) - Chantel
- Madam Moke (2009)
- Dea Ade Wo No (2008) - Queen Mother
- Girl Connection (2008) Vanessa
- Friday Night (2008) - Missy
- Evil Heart (2008) - Judith
- The Pastor's Wife (2008) - Georgina
- The Mighty One (2007) - Queen
- My Own Mother (2007)
- Alicia (2006) - Alicia
- Obidea Aba (2005) - Maame Serwaa (snr)
- My Mother's Heart (2005) - Aboagye
- Madam Joan (2004) - Joan
- Kumasi Yonko  (2002) - Yaa Akyaa
- That Day (2001) - Scorpion's Girlfriend
- Nnipa ye bad
- He Is Mine
- Nsem Pii
- Odo Ntira
- Love Comes Back
- Kae Dabi
- Wo Nyame som po ni
- Fools Paradise
- Playboy
- Di Asempa (Osofo Maame)
- Asabea (The Blind Girl)
- Pastors Club
- Onyame Tumi
- I Know My Rights
- The End
- Onyame ye Onyame
- My Soldier Father
- Alhaji Grusa
- Nana Goes To Mecca
- Games of the Heart
- Otan Hunu Kwah
- Aloe Vera
- Asantewaa
- Soantie Pastor

## Distinctions
Nana joue dans de nombreux films et reçoit de nombreux prix. Comme distinctions, on peut citer le prix de la meilleure actrice anglaise, le prix de la meilleure actrice dans un rôle principal, le prix du meilleur film traditionnel et le prix de la meilleure histoire aux Kumawood Awards en 2011. Elle remporte également le prix de l'actrice préférée aux Ghana Movie Awards 2016 et le prix Eurostar de la célébrité féminine la mieux habillée sur le tapis rouge aux Ghana Movie Awards 2016. Elle remporte également le Golden Movie Awards en 2018 avec le film SideChic Gang, en tant qu'actrice d'or dans une comédie.
En 2020, elle reçoit le prix de la meilleure animatrice d'émission de divertissement télévisée de l'année 2019-2020 aux Radio and Television Personality Awards. Elle remporte également le prix de la Présentatrice TV de l'année 2019-2020. Elle remporte ensuite le prix de la meilleure femme influenceuse de marque lors de la troisième édition des Ghana Outstanding Women Awards (GOWA).
En mars 2021, elle reçoit le prix de l'actrice de l'année aux Entertainment Achievement Awards.